# Jarvis Williams
Reigarvius Jacquez Williams, detto Jarvis (Macon, 21 gennaio 1993), è un cestista statunitense, professionista in Europa con la RSR Sebastiani Rieti in Serie A2.

## Carriera
Nel 2011 ha iniziato il percorso universitario al Gordon State College, dove ha giocato per due stagioni. Durante questo biennio, il 2 febbraio 2013, nell'incontro di NJCAA contro Macon State ha messo a segno una prestazione da 50 punti, 21 rimbalzi e 10 stoppate. Nel 2013 si è trasferito alla Murray State University, dove è rimasto per due anni: Nella prima stagione ha registrato una media di 14,9 punti e 9,9 rimbalzi a partita, mentre nella seconda e ultima ha chiuso con 15,5 punti e 8,2 rimbalzi di media.
Nel 2015 ha iniziato la sua carriera da professionista allo Śląsk Wrocław. Ha chiuso la stagione con una media di 17,2 punti e 8,9 rimbalzi a partita in 21 presenze, risultando il miglior marcatore del torneo per media punti e il quinto per media rimbalzi. Con la formazione polacca ha preso parte anche a dieci gare di FIBA Europe Cup, in cui ha viaggiato a 14,3 punti, 9,2 rimbalzi e 1,4 palloni recuperati di media. Nel marzo 2016, con lo Śląsk in quattordicesima posizione in campionato e ormai fuori dalla corsa per i play-off, Williams è stato ceduto ai turchi del Tofaş Bursa, formazione che in quel momento occupava il primo posto nella Türkiye Basketbol Ligi 2015-2016 e che al termine della stagione ha ottenuto la promozione nella massima serie turca. Nelle nove gare disputate in Turchia ha totalizzato 13,4 punti e 5,2 rimbalzi di media.
Nelle due stagioni successive ha giocato nella Pro B francese: nel 2016-2017 con il Boulazac Basket Dordogne, chiudendo con 15,7 punti, 6,7 rimbalzi e 1,5 stoppate di media, e nel 2017-2018 con il Caen, terminando l'annata con 16,4 punti, 6,2 rimbalzi e 1,1 stoppate a gara.
Il 1º agosto 2018 è stato ufficializzato il suo passaggio in Serie A2 alla N.P.C. Rieti, ma nel corso del precampionato la società laziale ha preferito tagliarlo per virare su Bobby Jones nella settimana dell'inizio del torneo. Nel marzo 2019 è tornato in Polonia, firmando con l'Hydro Truck Radom e scendendo in campo in 10 partite, con una media di 14,9 punti, 6,6 rimbalzi e 1,3 stoppate.
La stagione seguente lo ha visto protagonista nei Paesi Bassi, con la maglia del Leiden. In Eredivisie, nei 19 incontri disputati, è stato terzo per media punti (18,1), quarto per rimbalzi (8,2) e quinto per palle recuperate (1,8), aggiungendo anche 1,6 assist di media. Nei 14 match di FIBA Europe Cup con il club olandese, ha messo a referto 15,1 punti di media, afferrato 8,9 rimbalzi (quinto nella competizione) e distribuito 1,1 assist a partita.
Nel 2020 ha fatto ritorno in Italia, firmando con la Vanoli Cremona. Nella Serie A 2020-2021 ha totalizzato 27 presenze con una media di 12,4 punti e 8,3 rimbalzi.
Le due stagioni successive lo hanno visto indossare la maglia del Rytas Vilnius, giocando sia in campionato che nella Basketball Champions League. In occasione dell'annata 2021-2022 ha partecipato alla conquista del titolo nazionale lituano, contribuendo con 10,9 punti e 6,1 rimbalzi in 10 gare di regular season e con 7,2 punti e 3,8 rimbalzi in 13 gare dei play-off.
Le due stagioni successive le ha trascorse in Lituania al Rytas Vilnius. Durante entrambe le annate, Williams ha giocato sia nel campionato nazionale che nella Basketball Champions League.
Il 3 agosto 2023 è stato annunciato come un nuovo giocatore di Trapani Shark, ambiziosa formazione che puntava alla promozione dalla Serie A2 alla Serie A. Il successivo 14 settembre la società siciliana ha comunicato di aver interrotto ogni rapporto con il giocatore, accusato di aver disatteso per quattro volte il suo arrivo in Italia. Nel gennaio 2024 è invece approdato all'Hapoel Be'er Sheva nel massimo campionato israeliano fino al termine della stagione.
Il 1º luglio 2024 è diventato ufficialmente un nuovo giocatore del Gruppo Mascio Orzinuovi, squadra militante nella Serie A2 2024-2025.

## Palmarès
- Campionato lituano: 1

Rytas: 2021-22